# Lijst van voetbalinterlands China - Iran
Deze lijst van voetbalinterlands is een overzicht van alle officiële voetbalwedstrijden tussen de nationale teams van China en Iran. De landen speelden tot op heden 23 keer tegen elkaar. De eerste ontmoeting, een halve finale wedstrijd tijdens de Azië Cup 1976, werd gespeeld in Teheran op 5 juni 1976.  Het laatste duel, een kwartfinale tijdens de Azië Cup 2019, vond plaats op 24 januari 2019 in Abu Dhabi (Verenigde Arabische Emiraten).

## Wedstrijden
| №  | Plaats       | Datum             | Competitie             | Wedstrijd    | Uitslag |
| -- | ------------ | ----------------- | ---------------------- | ------------ | ------- |
| 1  | Teheran      | 5 juni 1976       | Azië Cup 1976          | Iran – China | 2 – 0   |
| 2  | Koeweit      | 20 september 1980 | Azië Cup 1980          | Iran – China | 2 – 2   |
| 3  | Singapore    | 3 december 1984   | Azië Cup 1984          | China − Iran | 0 − 2   |
| 4  | Beijing      | 28 mei 1986       | Vriendschappelijk      | China − Iran | 2 − 1   |
| 5  | Doha         | 17 december 1988  | Azië Cup 1988          | China − Iran | 0 − 0   |
| 6  | Shenyang     | 15 juli 1989      | WK 1990 kwalificatie   | China − Iran | 2 − 0   |
| 7  | Teheran      | 22 juli 1989      | WK 1990 kwalificatie   | Iran − China | 3 − 2   |
| 8  | Hiroshima    | 7 oktober 1994    | Aziatische Spelen 1994 | Iran − China | 0 − 1   |
| 9  | Beijing      | 27 april 1997     | Vriendschappelijk      | China − Iran | 0 − 0   |
| 10 | Dalian       | 13 september 1997 | WK 1998 kwalificatie   | China − Iran | 2 − 4   |
| 11 | Teheran      | 17 oktober 1997   | WK 1998 kwalificatie   | Iran − China | 4 − 1   |
| 12 | Bangkok      | 12 december 1998  | Aziatische Spelen 1998 | Iran − China | 2 − 1   |
| 13 | Bangkok      | 16 december 1998  | Aziatische Spelen 1998 | Iran − China | 1 − 0   |
| 14 | Teheran      | 19 januari 2001   | Vriendschappelijk      | Iran − China | 4 − 0   |
| 15 | Beijing      | 3 augustus 2004   | Azië Cup 2004          | China − Iran | 1 − 1   |
| 16 | Kuala Lumpur | 15 juli 2007      | Azië Cup 2007          | China − Iran | 2 − 2   |
| 17 | Masqat       | 19 december 2008  | Vriendschappelijk      | Iran − China | 2 − 0   |
| 18 | Teheran      | 9 januari 2009    | Vriendschappelijk      | Iran − China | 3 − 1   |
| 19 | Qinhuangdao  | 1 juni 2009       | Vriendschappelijk      | China − Iran | 1 − 0   |
| 20 | Zhengzhou    | 3 september 2010  | Vriendschappelijk      | China − Iran | 0 − 2   |
| 21 | Shenyang     | 6 september 2016  | WK 2018 kwalificatie   | China − Iran | 0 − 0   |
| 22 | Teheran      | 28 maart 2017     | WK 2018 kwalificatie   | Iran − China | 1 − 0   |
| 23 | Abu Dhabi    | 24 januari 2019   | Azië Cup 2019          | China − Iran | 0 − 3   |

## Samenvatting
| Competitie        | Totaal gespeeld | Winst China | Gelijk | Winst Iran | Doelsaldo China – Iran |
| ----------------- | --------------- | ----------- | ------ | ---------- | ---------------------- |
| WK-kwalificatie   | 6               | 1           | 1      | 4          | 7 − 12                 |
| Azië Cup          | 7               | 0           | 4      | 3          | 5 − 12                 |
| Aziatische Spelen | 3               | 1           | 0      | 2          | 2 − 3                  |
| Vriendschappelijk | 7               | 2           | 1      | 4          | 4 − 12                 |
| Totaal            | 23              | 4           | 6      | 13         | 18 – 39                |

Wedstrijden bepaald door strafschoppen worden, in lijn met de FIFA, als een gelijkspel gerekend.

## Details

### Achttiende ontmoeting
| Vriendschappelijk (Teheran, Iran, 9 januari 2009): |              | |
| Iran | 3 – 1        | China |
| Arash Borhani 19' Karim Bagheri 26' Maziyar Zare 71' (pen.) | goals        | 65' Huang Bowen |
| Ali Daei | bondscoach   | Yin Tiesheng |
| Mehdi Rahmati Hossein Kaebi 60' Jalal Hosseini Hadi Aghil Hassan Ashjari 60' Majeed Gholamnejad 71' Mohamad Reza Khalatbary 60' Karim Bagheri 38' Maziyar Zare Gholamreza Rezaei Arash Borhani 60' | opstellingen | Song Zhenyu Du Wei 66' Cao Yang Hao Junmin Zhang Yaokun Huang Bowen 56' Jiang Ning Wang Dong 71' Gao Lin 59' Du Zhenyu Qu Bo |
| Mohamad Nouri 38' Ehsan Hajsafy 60' Sattar Zare 60' Maysam Baeo 60' Mohamad Seyed Salehi 60' Khosrow Heydari 71'                                                                                   | wissels      | 56' Shen Longyuan 59' Wu Hao 66' Zhe Jiao 71' Zhu Ting                                                                       |
| Karim Bagheri 37' Hossein Kaebi 57' Mohamad Seyed Salehi 80' | gele kaarten | 37' Du Wei 71' Du Zhenyu |

### 21ste ontmoeting
| WK 2018 kwalificatie (Shenyang, China, 6 september 2016):                                                                              |              | |
| China | 0 – 0        | Iran |
| | goals        | |
| Hongbo Gao | bondscoach   | Carlos Queiroz |
| Cheng Zeng 12' Xuepeng Li Xiaoting Feng Hang Ren Mingjian Zhao Junmin Hao Hai Yu Bowen Huang 55' Linpeng Zhang Yuning Zhang 79' Lei Wu | opstellingen | Alireza Beiranvand Ramin Rezaeian Morteza Pouraliganji Andranik Teymourian 76' Masoud Shojaei 23' Pejman Montazeri Saeid Ezatolahi Alireza Jahanbakhsh Milad Mohammadi Sardar Azmoun 73' Vahid Amiri |
| Chao Gu 12' Xizhe Zhang 55' Ke Sun 79'                                                                                                 | wissels      | 23' Jalal Hosseini 73' Mehdi Torabi 76' Reza Ghoochannejhad |
| Hang Ren 40' Hai Yu 41' | gele kaarten | 5' Vahid Amiri |